# Money Flower
Money Flower (en hangul: 돈꽃; RR: Donkkot) es una serie de televisión surcoreana dirigida por Kim Hee-won y protagonizada por Jang Hyuk, Park Se-jyoung y Jang Seung-jo. Se emitió originalmente  en MBC de 20:45 a 23:00 (hora local) los sábados desde el 11 de noviembre de 2017 hasta el 3 de febrero de 2018, en dos episodios por día de emisión.

## Sinopsis
La serie cuenta la historia de personas que se sienten impulsadas por la ilusión de que pueden controlar el dinero, pero en realidad son ellas las que están dominadas por la codicia.
Kang Pil-joo (Jang Hyuk) es envidiado por muchos dentro del Grupo Cheong-A, donde disfruta de la estima y el respeto del Presidente Honorario. Manteniendo su verdadera identidad en secreto para la familia fundadora del Grupo Cheong-A, ha sido su leal sirviente desde la adolescencia, como parte de un plan para vengar a su familia y una infancia trágica. Él planea que Na Mo-hyun (Park Se-young) se enamore del joven descendiente del Grupo Cheong-A, Jang Boo-cheon (Jang Seung-jo), pero se enamora de su personalidad de espíritu libre. Money Flower retrata cómo las vidas de Pil-joo, Mo-hyun, que busca el amor, y Boo-cheon, el maestro y compañero de Pil-joo, están entrelazadas por el destino, y cómo son arrastrados a un vórtice de codicia, poder, deseo y amor.

## Reparto

### Reparto principal
- Jang Hyuk como Kang Pil-joo / Jang Eun-cheon / Jo In-ho (37): Director ejecutivo y abogado del Grupo Cheong-A.
  - Nam Ki-won como el niño Kang Pil-joo.
  - Jo Byung-gyu como el adolescente Kang Pil-joo.
- Park Se-young como Na Mo-hyun (35): activista medioambiental y maestra de ciencias sustituta. Ganó el oro en natación en los Campeonatos Nacionales de Corea.
  - Kim Ji-min como la adolescente Na Mo-hyun.
- Jang Seung-jo como Jang Boo-cheon (37): heredero del Grupo Cheong-A e hijo de Jung Mal-ran.
  - Chae Sang-woo como el adolescente Jang Boo-cheon.
- Lee Mi-sook como Jung Mal-ran (59): nuera mayor de Jang Kook-hwan, directora de la Fundación Cheong-A.
- Lee Soon-jae como Jang Kook-hwan (89): fundador de la corporación Cheong-A.
- Han So-hee como Yoon Seo-won (35): amante secreta de Jang Boo-cheon, antigua empleada del mostrador de información en la oficina central del grupo Cheong-A.[4]

### Reparto secundario

#### Familia Jang
- Moon Soo-bin como Jang Yeon-woo (32): hermana menor de Jang Boo-cheon, cirujana residente de segundo año.
- Sunwoo Jae-duk como Jang Sung-man (60): segundo hijo de Jang Kook-hwan.
- Shin Young-jin como Park Sun-kyung (56): esposa de Jang Sung-man.
- Im Kang-sung como Jang Yeo-cheon (36): hijo de Jang Sung-man.
- Yoon Sun-young como Lee Hyun-joo (35): esposa de Jang Yeo-cheon, hija del presidente de Hanmin Daily.
- Lee Hang-na como Han Eun Shim (49): la amante y asistente de Jang Gook-hwan.
- Hong Dong-yeong como Jang Ha-jung (5): hijo de Jang Boo-cheon y Yoon Seo-won.
- Jeon Hae Sol como Jang Ha-yoon (5): hijo de Jang Yeo-cheon y Lee Hyun-joo.
- Han Dong-hwan como Jang Soo-man (fallecido): hijo mayor de Jang Kook-hwan.

#### Familia Na
- Park Ji-il como Na Gi-chul (60): padre de Na Mo-hyun, candidato presidencial electo.
- Chu Kwi-jang como Bae Jum-sun (57): madre de Na Mo-hyun, dueña de un restaurante.
- Dan Woo como Na Doo-hyun (28): hermano menor de Na Mo-hyun.

#### Otros
- Ryu Dam como Park Yong-goo (30): buen amigo de Kang Pil-joo.
- Park Jung-hak como Oh Ki-pyung (62): chófer de Jung Mal-ran.
- Hong Gyung-yun como Go Eun-A (58): cocinera y ama de llaves de la familia Jang.
- Kwon Hyuk como Yang Sang-do (45): asistente de Na Gi-chul.
- Kim Ji-sung como Ahn Hee-young (39): secretaria de Jung Mal-ran.
- Jeon Jin-ki como Woo Chang-sun (60): jefe del departamento de planificación del grupo Cheong-A.
- Hong Hee-won como Ha Yung-do (40): fiscal.
- Park Sun-woo como Bae Kang-choon (45): gánster.
- Jung Seo-Yeon como Ahn Ho-Kyung: madre de Kang Pil-joo.

## Banda sonora original

### Parte 1
| Publicada el 11 de noviembre de 2017 |                  |                      |          |  |
| N.º                                  | Título           | Artista              | Duración |  |
| 1.                                   | «My Way»         | Lee Soo (MC the Max) | 4:38     |  |
| 2.                                   | «My Way» (Inst.) |                      | 4:38     |  |

### Parte 2
| Publicada el 30 de diciembre de 2017 |                 |                    |          |  |
| N.º                                  | Título          | Artista            | Duración |  |
| 1.                                   | «Flame»         | Solji, Hani (EXID) | 3:59     |  |
| 2.                                   | «Flame» (Inst.) |                    | 3:59     |  |

### Parte 3
| Publicada el 6 de enero de 2018 |                   |                                        |          |  |
| N.º                             | Título            | Artista                                | Duración |  |
| 1.                              | «Healing»         | Lee Seok-hoon (SG Wannabe), Bubble Dia | 4:10     |  |
| 2.                              | «Healing» (Inst.) |                                        | 4:10     |  |

### Parte 4
| Publicada el 13 de enero de 2018 |                       |         |          |  |
| N.º                              | Título                | Artista | Duración |  |
| 1.                               | «Dreamy love»         | Hyolyn  | 4:10     |  |
| 2.                               | «Dreamy love» (Inst.) |         | 4:10     |  |

### Parte 5
| Publicada el 20 de enero de 2018 |                                |                |          |  |
| N.º                              | Título                         | Artista        | Duración |  |
| 1.                               | «Waiting here for you»         | Min Kyung-hoon | 4:40     |  |
| 2.                               | «Waiting here for you» (Inst.) |                | 4:40     |  |

## Recepción
Los índices de audiencia de Money Flower comenzaron con un modesto 10,3 % (basado en AGB Nielson National) para su primer episodio. A pesar de la poca promoción que recibió inicialmente, las calificaciones aumentaron constantemente a medida que se transmitía debido a las buenas críticas difundidas de boca en boca, estableciendo altos récords para sí mismo casi todas las semanas para cruzar la marca del 20 % en su vigésimo episodio.
Los medios lo etiquetaron como una «obra maestra» y un «drama bien hecho» con su trama cautivadora, excelente dirección, hermosa música de fondo y las actuaciones estelares de su elenco, entre las que se destacó particularmente la de Jang Hyuk. El crítico de televisión Jung Duk-hyun la considera al mismo tiempo un cliché y un drama de alto nivel, porque si por un lado los temas tratados (el dinero, la venganza, las peleas familiares) son muy trillados, por otro lado estos temas están bien procesados y logran mantener el interés del espectador.
La serie ocupó el primer lugar entre los dramas de televisión en la misma franja horaria durante 10 semanas consecutivas desde que comenzó.

## Índices de audiencia
- En la tabla inferior, en azul aparecen los índices más bajos, y en rojo los más altos.
- N/D indica que el dato es desconocido.

| Ep.        | Fecha de emisión        | Índices de audiencia | Índices de audiencia | Índices de audiencia | Índices de audiencia |
| Ep.        | Fecha de emisión        | TNmS                 | TNmS                 | AGB Nielsen          | AGB Nielsen          |
| Ep.        | Fecha de emisión        | Nacional             | Seúl                 | Nacional             | Seúl                 |
| ---------- | ----------------------- | -------------------- | -------------------- | -------------------- | -------------------- |
| 1          | 11 de noviembre de 2017 | 10.4 % (4.º lugar)   | 10.4 % (3.º)         | 10.3 % (4.º)         | 10.2 % (4.º)         |
| 2          | 11 de noviembre de 2017 | 11.7 % (2.º)         | 12.2 % (2.º)         | 12.7 % (2.º)         | 12.6 % (2.º)         |
| 3          | 18 de noviembre de 2017 | 8.7 % (6.º)          | 8.4 % (5.º)          | 10.5 % (5.º)         | 10.5 % (4.º)         |
| 4          | 18 de noviembre de 2017 | 10.2 % (3.º)         | 10.6 % (3.º)         | 12.8 % (3.º)         | 12.6 % (3.º)         |
| 5          | 25 de noviembre de 2017 | 9.0 % (8.º)          | 8.7 % (5.º)          | 11.4 % (3.º)         | 11.4 % (3.º)         |
| 6          | 25 de noviembre de 2017 | 11.3 % (2.º)         | 11.0 % (2.º)         | 15.1 % (2.º)         | 14.9 % (2.º)         |
| 7          | 2 de diciembre de 2017  | 9.1 % (6.º)          | 9.1 % (5.º)          | 11.1 % (4.º)         | 11.4 % (4.º)         |
| 8          | 2 de diciembre de 2017  | 12.0 % (3.º)         | 12.5 % (2.º)         | 15.3 % (2.º)         | 15.6 % (2.º)         |
| 9          | 9 de diciembre de 2017  | 10.5 % (6.º)         | 9.9 % (4.º)          | 11.2 % (5.º)         | 10.7 % (5.º)         |
| 10         | 9 de diciembre de 2017  | 14.8 % (2.º)         | 14.5 % (2.º)         | 16.7 % (2.º)         | 16.6 % (2.º)         |
| 11         | 16 de diciembre de 2017 | 10.9 % (4.º)         | 10.8 % (5.º)         | 11.7 % (4.º)         | 11.6 % (4.º)         |
| 12         | 16 de diciembre de 2017 | 14.9 % (2.º)         | 14.7 % (2.º)         | 17.2 % (2.º)         | 17.0 % (2.º)         |
| 13         | 23 de diciembre de 2017 | 11.2 % (4.º)         | 11.0 % (4.º)         | 12.1 % (3.º)         | 11.7 % (3.º)         |
| 14         | 23 de diciembre de 2017 | 14.1 % (2.º)         | 13.9 % (2.º)         | 16.5 % (2.º)         | 15.4 % (2.º)         |
| 15         | 6 de enero de 2018      | 13.4 % (4.º)         | 13.2 %               | 15.5 % (3.º)         | 15.7 % (3.º)         |
| 16         | 6 de enero de 2018      | 15.9 % (2.º)         | 15.8 %               | 18.5 % (2.º)         | 18.5 % (2.º)         |
| 17         | 13 de enero de 2018     | 13.5 % (3.º)         | 13.1 %               | 14.9 % (3.º)         | 14.5 % (3.º)         |
| 18         | 13 de enero de 2018     | 16.5 % (2.º)         | 16.1 %               | 18.8 % (2.º)         | 18.4 % (2.º)         |
| 19         | 20 de enero de 2018     | 14.2 % (3.º)         | 13.9 %               | 17.0 % (3.º)         | 17.1 % (3.º)         |
| 20         | 20 de enero de 2018     | 16.4 % (2.º)         | 16.3 %               | 20.7 % (2.º)         | 20.6 % (2.º)         |
| 21         | 27 de enero de 2018     | 15.5 % (3.º)         | 14.7 %               | 18.3 % (3.º)         | 19.1 % (3.º)         |
| 22         | 27 de enero de 2018     | 19.1 % (2.º)         | 18.9 % (2.º)         | 22.8 % (2.º)         | 23.0 % (2.º)         |
| 23         | 3 de febrero de 2018    | 16.0 % (3.º)         | 15.8 % (2.º)         | 18.0 % (3.º)         | 18.2 % (3.º)         |
| 24         | 3 de febrero de 2018    | 21.1 % (2.º)         | 20.8 % (2.º)         | 23.9 % (2.º)         | 24.0 % (2.º)         |
| Promedio   | Promedio                | 13.4 %               | 12.7 %               | 15.5 %               | 15.5 %               |
| Especiales | 22 de noviembre de 2017 | N/D                  | N/D                  | 3.7 %                | N/D                  |
| Especiales | 23 de noviembre de 2017 | N/D                  | N/D                  | 3.4 %                | N/D                  |

## Premios y nominaciones
| Año  | Premio                        | Categoría                                                   | Candidato     | Resultado | Ref.          |
| ---- | ----------------------------- | ----------------------------------------------------------- | ------------- | --------- | ------------- |
| 2017 | MBC Drama Awards              | Gran Premio, Daesang                                        | Jang Hyuk     | Nominado  |               |
| 2017 | MBC Drama Awards              | Serie del año                                               | Money Flower  | Nominada  |               |
| 2017 | MBC Drama Awards              | Premio de gran excelencia, Actor en serie de fin de semana  | Jang Hyuk     | Ganador   |               |
| 2017 | MBC Drama Awards              | Premio de gran excelencia, Actriz en serie de fin de semana | Lee Mi-sook   | Ganadora  |               |
| 2017 | MBC Drama Awards              | Premiode excelencia, Actor en serie de fin de semana        | Jang Seung-jo | Ganador   |               |
| 2017 | MBC Drama Awards              | Premio a la popularidad, Actor                              | Jang Hyuk     | Nominado  |               |
| 2017 | MBC Drama Awards              | Mejor actriz revelación                                     | Han So-hee    | Nominada  |               |
| 2018 | 54th Baeksang Arts Awards     | Mejor actor (Televisión)                                    | Jang Hyuk     | Nominado  | [ 13 ]        |
| 2018 | 11th Korea Drama Awards       | Gran Premio                                                 | Lee Mi-sook   | Nominada  | [ 14 ]        |
| 2018 | 11th Korea Drama Awards       | Mejor serie                                                 | Money Flower  | Nominada  | [ 14 ]        |
| 2018 | 11th Korea Drama Awards       | Mejor guion                                                 | Lee Myung-hee | Nominado  | [ 14 ]        |
| 2018 | 11th Korea Drama Awards       | Premio de excelencia, Actriz                                | Park Se-young | Nominada  | [ 14 ]        |
| 2018 | 6th APAN Star Awards          | Premio de gran excelencia, Actor en una serie               | Jang Hyuk     | Nominado  | [ 15 ] [ 16 ] |
| 2018 | 6th APAN Star Awards          | Premio de excelencia, Actor en una serie                    | Jang Seung-jo | Ganador   | [ 15 ] [ 16 ] |
| 2018 | 6th APAN Star Awards          | Premio de gran excelencia, Actriz en una serie              | Park Se-young | Nominada  | [ 15 ] [ 16 ] |
| 2018 | 2nd The Seoul Awards          | Mejor serie                                                 | Money Flower  | Nominada  | [ 17 ]        |
| 2018 | MBC Plus X Genie Music Awards | Premio OST (banda sonora original)                          | My Way        | Nominada  | [ 18 ]        |